# 男歌II〜20世紀ノスタルジア〜
『男歌II 〜20世紀ノスタルジア〜』（おとこうたツー にじっせいきノスタルジア）は、島谷ひとみの2作目のカバー・コンセプト・アルバム。2010年1月27日発売。発売元はavex trax。

## 解説
島谷ひとみ2作目のカバー・コンセプト・アルバム。前作の『男歌 〜cover song collection〜』と同様に、全曲が男性ボーカリストの曲のカバーとなっている。「CD+DVD」のDVDにはミュージック・クリップ、2009年10月に厳島神社で行われたライブの映像、オフショット映像が収録されている。「CDのみ」の形態にはボーナス・トラックとしてシンディ・ローパー「タイム・アフター・タイム」のカバーを収録。

## 収録曲

### CD
1. GET BACK IN LOVE（山下達郎）
作詞・作曲：山下達郎 / 編曲：安部潤
2. 君がいるだけで（米米CLUB）
作詞・作曲：米米CLUB / 編曲：中野雄太
3. You're the Only…（小野正利）
作詞：小野正利 / 作曲：柘植由秀 / 編曲：安部潤
4. 嘲笑（ビートたけし）
作詞：北野武 / 作曲：玉置浩二 / 編曲：井出泰彰
5. 白い雲のように（猿岩石）
作詞：藤井フミヤ / 作曲：藤井尚之 / 編曲：井出泰彰
6. 少年時代（井上陽水）
作詞：井上陽水 / 作曲：井上陽水・平井夏美 / 編曲：中野雄太
7. 君が思い出になる前に（スピッツ）
作詞・作曲：草野正宗 / 編曲：中野雄太
8. I LOVE YOU（尾崎豊）
作詞・作曲：尾崎豊 / 編曲：江上浩太郎
9. Missing（久保田利伸）
作詞・作曲：久保田利伸 / 編曲：Takahiro Ichikawa
10. このまま君だけを奪い去りたい（DEEN）
作詞：上杉昇 / 作曲：織田哲郎 / 編曲：安部潤
11. 順子（長渕剛）
作詞・作曲：長渕剛 / 編曲：鈴木健治
12. 想い出がいっぱい（H2O）
作詞：阿木燿子 / 作曲：鈴木キサブロー / 編曲：安部潤
13. タイム・アフター・タイム 〜時の果てまで〜（シンディ・ローパー）
日本語詞：石田衣良
英語詞・作曲：Robert Hyman & Cyndi Lauper / 編曲：Tak Miyazawa
「CDのみ」の形態に収録されているボーナス・トラック。
歌詞は小説家の石田衣良による書き下ろし（日本語詞）。

### DVD
1. 君がいるだけで (MUSIC CLIP)
2. GET BACK IN LOVE (MUSIC CLIP)
3. タイム・アフター・タイム 〜時の果てまで〜 (MUSIC CLIP)
4. キャンディ (10th Anniversary Special Live CROSS OVER at 厳島神社)
5. ESCAPE (10th Anniversary Special Live CROSS OVER at 厳島神社)
6. 幸せな結末 (10th Anniversary Special Live CROSS OVER at 厳島神社)
7. OFF SHOT